# Лайкоминг (округ)
Округ Лайкоминг (англ. Lycoming County) располагается в штате Пенсильвания, США. Официально образован 13 апреля 1795 года. По состоянию на 2010 год, численность населения составляла 116 111 человек.

## География
По данным Бюро переписи США, общая площадь округа равняется 3221,000 км2, из которых 3198,000 км2 суша и 23,000 км2 или 0,720 % это водоёмы.

## Население
По данным переписи населения 2000 года в округе проживает 120 044 жителей в составе 47 003 домашних хозяйств и 31 680 семей. Плотность населения составляет 38,00 человек на км2. На территории округа насчитывается 52 464 жилых строений, при плотности застройки около 16,00-ти строений на км2. Расовый состав населения: белые — 93,91 %, афроамериканцы — 4,32 %, коренные американцы (индейцы) — 0,21 %, азиаты — 0,42 %, гавайцы — 0,01 %, представители других рас — 0,26 %, представители двух или более рас — 0,86 %. Испаноязычные составляли 0,67 % населения независимо от расы.
В составе 29,90 % из общего числа домашних хозяйств проживают дети в возрасте до 18 лет, 53,10 % домашних хозяйств представляют собой супружеские пары проживающие вместе, 10,30 % домашних хозяйств представляют собой одиноких женщин без супруга, 32,60 % домашних хозяйств не имеют отношения к семьям, 26,90 % домашних хозяйств состоят из одного человека, 11,90 % домашних хозяйств состоят из престарелых (65 лет и старше), проживающих в одиночестве. Средний размер домашнего хозяйства составляет 2,44 человека, и средний размер семьи 2,95 человека.
Возрастной состав округа: 23,30 % моложе 18 лет, 9,70 % от 18 до 24, 27,50 % от 25 до 44, 23,40 % от 45 до 64 и 23,40 % от 65 и старше. Средний возраст жителя округа 38 лет. На каждые 100 женщин приходится 95,60 мужчин. На каждые 100 женщин старше 18 лет приходится 92,80 мужчин.